# ANIMON
ANIMON（アニモン）は、かつてラムズが運営していたアニメ系専門の通信販売サイトである。本稿ではアニメ・声優を扱った情報番組『ANIMON TV』についても記述する。

## 概要
2010年3月開設。アニメ関連商品を専門とし、DVD・CD・キャラクターグッズなどが販売されていた。ラムズ及びFOXTROT所属アーティストの新作商品には、オリジナル特典が付属されていた。
同時にYouTubeで『ANIMON TV』を配信していた。出演は杉山茜、野川さくら、宮崎羽衣のほか、第10回からは『超!アニメ天国』と連動していたため、音楽道コーナーのゲストが登場していた。
動画投稿は2011年頃で停止しており、ラムズ自体が2013年に自己破産している。

## ANIMON TVゲスト
- 五條真由美、さかもとえいぞう、Village Stones（第10回）
- きただにひろし（第11回）
- Sister MAYO（第12回）
- motsu（第13回）